# Irini Merkuri
Irini Merkuri (gr. Ειρήνη Μερκούρη; ur. 26 maja 1981 w Atenach) – grecka wokalistka pop i laiko pochodzenia romskiego.
Jej ojciec jest Grekiem, a matka pochodzenia romskiego. Pochodzi z muzykalnej rodziny i śpiewa od najmłodszych lat. Po wzięciu udziału w konkursie talentów podpisała kontrakt z wytwórnią Sony Music. W 2001 roku wydała swój pierwszy solowy album zatytułowany „Να φυσάει η Άνοιξη”, który zawiera utwór „Δυο μας”, w duecie z Antonisem Remosem. W 2003 roku wydała album zatytułowany „Mείνε μαζί μου απόψε”, natomiast w 2004 roku ukazał się album „Παλίρροια”, a następnie w 2005 roku album „Άνετα”. W styczniu 2007 roku Irini Mercouri wydała singiel zatytułowany „Ναι”. 

## Dyskografia[3][4]
- 2000 — Έρωτας κλέφτης (Erotas kleftis)
- 2001 — Να φυσάει η άνοιξη (Na fisai i aniksi)
- 2002 — Συντέλεια [promo CD] (Sindelia [promo CD])
- 2003 — Mείνε μαζί μου απόψε (Mine mazi mu apopse)
- 2004 — Παλίρροια (Paliria)
- 2005 — Άνετα (Aneta)
- 2006 — Άργησες (Arjises)
- 2007 — Ναι (Ne)
- 2009 — Παράξενο αγόρι (Parakseno ajori)
- 2010 — Ανωτερότητα (Anoterotita)
- 2011 — Αφιλόξενο τοπίο (Afilokseno topio)
- 2011 — Οι Πράξεις Είναι Που Μετράνε (I Praksis Ine Pu Metrane)
- 2012 — Η Ελπίδα Πεθαίνει Τελευταία (I Elpida Peteni Teleftea)
- 2013 — Για Σένα Λιώνω (Ja Sena Liono)
- 2013 — Πριν Φύγεις (Prin Fijis)
- 2014 — Μας Τελείωσε (Mas Teliose)
- 2016 — Ζω Για Μένα (Zo Ja Mena)